# Необавезно
Необавезно је југословенска документарна телевизијска серија снимљена у продукцији Телевизије Београд.
| Назив               | Датум             |
| ------------------- | ----------------- |
| Клуб усамљених срца | 1969              |
| Омладина света      | 2. фебруара 1969. |
| Зрно мака           | 6. априла 1969.   |
| Тезга               | 7. јуна 1970.     |
| Мала Неда           | 12.октобра 1969.  |
| Аутоманија          | 26.октобра 1969.  |
| Ватрогасци          | 1.новембра 1970.  |
| Петар Лубарда       | 21. априла 1972.  |

## Улоге
| Глумац                     | Улога              |
| -------------------------- | ------------------ |
| Бранко Цвејић              | (3 еп. 1969)       |
| Неда Арнерић               | (1 еп. 1969)       |
| Сузи Бенхиат               | (1 еп. 1969)       |
| Дејан Чавић                | (1 еп. 1969)       |
| Олга Ивановић              | (1 еп. 1969)       |
| Владета Јеротић            | (1 еп. 1969)       |
| Војин Матић                | (1 еп. 1969)       |
| Драган Николић             | (1 еп. 1969)       |
| Бранко Плеша               | (1 еп. 1969)       |
| Љиљана Радовић             | (1 еп. 1969)       |
| Зоран Ратковић             | (1 еп. 1969)       |
| Властимир Ђуза Стојиљковић | (1 еп. 1969)       |
| Миливоје Мића Томић        | (1 еп. 1969)       |
| Милош Жутић                | (1 еп. 1969)       |
| Петар Лубарда              | Лично (1 еп. 1972) |

Комплетна ТВ екипа ▼
| Редитељ              | Срђан Карановић  | (4 еп. 1969) |
| Редитељ              | Горан Марковић   | (2 еп. 1970) |
| Редитељ              | Дејан Караклајић | (1 еп. 1969) |
| Редитељ              | Јован Аћин       | (1 еп. 1972) |
| Сценариста           | Јован Аћин       | (1 еп. 1972) |
| Сценариста           | Дејан Караклајић | (1 еп. 1969) |
| Сценариста           | Срђан Карановић  | (4 еп. 1969) |
| Сценариста           | Горан Марковић   | (2 еп. 1970) |
| Директор фотографије | Предраг Поповић  | (1 еп. 1970) |